# 강상협 (축구인)
강상협(한국 한자: 姜尙協, 1977년 12월 17일 ~ )은 대한민국의 전 축구 선수이며, 포지션은 미드필더였다.